# Lycosa dilatata
Lycosa dilatata är en spindelart som beskrevs av F. O. Pickard-Cambridge 1902. Lycosa dilatata ingår i släktet Lycosa och familjen vargspindlar. Inga underarter finns listade i Catalogue of Life.